# Patriarca

Modelo de escudo de armas de los patriarcas latinos que no son cardenales.

El término patriarca (del griego antiguo πατριάρχης, de πατριά + ἄρχω, que significan descendencia + mandar) es el título de los obispos que presiden algunas Iglesias o sedes episcopales residenciales o titulares llamadas por este motivo patriarcales. Este título es utilizado por varias denominaciones cristianas, particularmente se encuentra entre las Iglesias de tipo episcopal que tienen sucesión apostólica, tales como la ortodoxa, la católica, las ortodoxas orientales, la asiria del Oriente y la husita. La diócesis y el eventual grupo de diócesis sujetas a la autoridad de un patriarca reciben el nombre de patriarcado. En la La Iglesia de Jesucristo de los Santos de los Últimos Días, un patriarca es un poseedor del sacerdocio de Melquisedec que es ordenado para dar bendiciones patriarcales especiales a miembros de la Iglesia.

## Otros sentidos
En la ciencia de la sociología se llama patriarca a un hombre que ejerce la autoridad autocrática como pater familias sobre una familia extensa, sistema que recibe el nombre de patriarcado. En el derecho romano el pater familias tenía un privilegio legal sobre la propiedad de la familia y diversos niveles de autoridad sobre sus dependientes: estos incluían a su esposa e hijos, ciertos otros familiares a través de sangre o adopción, clientes, libertos y esclavos. 
En relación con el pueblo hebreo, la versión griega del Antiguo Testamento llamada Septuaginta describe como πατριάρχαι (patriarcas) a los jefes en cierto momento de las doce tribus de Israel. El Nuevo Testamento da el nombre de patriarca a David (Hechos 2:29), a los doce hijos de Jacob (Hechos 7: 8-9), y a Abraham. Son llamados patriarcas también todas las personas cuyos nombres aparecen en las genealogías bíblicas de los períodos anteriores a Moisés, en particular Abraham, Isaac y Jacob.

## Historia de la institución patriarcal cristiana

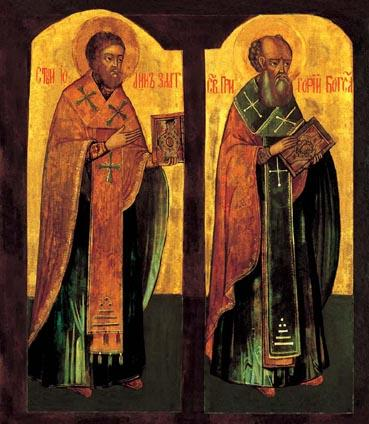
Juan Crisóstomo y Gregorio Nacianceno, patriarcas de Constantinopla, icono del.

### Autoridad patriarcal primitiva de hecho
En los primeros siglos de la historia cristiana las palabras 'padre' (πάππας, páppas) y 'patriarca' solían utilizarse como títulos honoríficos para referir a cualquier obispo muy respetado. Gregorio Nacianceno (329-389) escribió: los viejos obispos, o mejor, los patriarcas. 
En la Iglesia de los primeros tres siglos hubo dignidades eclesiásticas que ejercieron derechos y prerrogativas sobre otros obispos y diócesis. En el Imperio romano de Occidente el obispo de Roma, la capital imperial y sede apostólica, ejercía sus prerrogativas sobre un territorio indefinido e intervino en otras comunidades para ayudar a resolver conflictos. El papa Clemente I (papa de 88 a 99) lo hizo en la Iglesia de Corinto. A principios del siglo II Ignacio de Antioquía habló de la Iglesia de Roma como presidenta de la región de los romanos y a finales de ese siglo, el papa Víctor I amenazó con excomulgar a los obispos orientales que continuaron celebrando la Pascua el 14 de Nisan y no el domingo siguiente.
Dos obispos orientales, los de Alejandría y Antioquía, ejercían de hecho autoridad sobre vastos territorios. La ciudad de Alejandría, debido a su importancia urbana y geográfica y sus orígenes importantes como sede apostólica, pronto se convirtió en uno de los principales centros de difusión del cristianismo, con un gran peso en la dirección de las primeras comunidades cristianas. A mediados del siglo III, Heraclas de Alejandría (el primero de esta sede en usar el título de papa) ejerció su poder como archimetropolitano al deponer y reemplazar al obispo de Thmuis. En un sínodo celebrado en Alejandría en 318 el obispo se convirtió en el jefe reconocido de todos los obispos y metropolitanos de Egipto. Otra sede apostólica fue Antioquía, ciudad principal y capital de la provincia romana de Siria y la cuarta ciudad más grande del Imperio romano. Diocleciano en 297 estableció la diócesis civil de Oriente con capital en Antioquía. Los primeros registros del ejercicio de la autoridad por parte del obispo de Antioquía fuera de su propia provincia de Siria datan de fines del siglo II, cuando Serapión de Antioquía intervino en Rhosus, una ciudad de Cilicia, y también consagró al tercer obispo de Edesa, fuera del Imperio romano. La autoridad espiritual del obispo de Antioquía era aceptada en las provincias que recibieron sus misioneros evangelizadores, como Cilicia, Mesopotamia, Siria, Palestina y Chipre. Los obispos que participaron en los concilios celebrados en Antioquía a mediados del siglo III llegaron no solo de Siria, sino también de Palestina, Arabia y el este de Asia Menor.

### Autoridad patriarcal basada en los primeros concilios ecuménicos
El Concilio de Nicea I en 325 aprobó la ya existente de hecho organización eclesiástica según la cual el obispo de la capital de una provincia romana (el obispo metropolitano) tenía cierta autoridad sobre los otros obispos de la provincia (sufragáneos), utilizando por primera vez en su canon 6 el nombre metropolitano. Además aprobó como una costumbre antigua en ese mismo canon 6 la tradición según la cual los obispos de Roma, Alejandría (en Egipto, Libia y Pentápolis) y Antioquía (sobre otras provincias) tenían cierta autoridad sobre más de una provincia. Estableció además el orden de primacía de honor con Antioquía en el tercer lugar, después de Roma y Alejandría y otorgó un honor especial a la sede de Jerusalén.
El Concilio de Constantinopla I en 381 reconoció a los metropolitanos de Roma, Alejandría y Antioquía poderes de inspección sobre los metropolitanatos adyacentes. También decidió en el canon 3 que el obispo de la nueva capital imperial (Constantinopla) «tendría primacía de honor, después del obispo de Roma, puesto que Constantinopla es la Nueva Roma», dándole un rango superior a los de Alejandría y Antioquía, pero sin atribuirle jurisdicción sobre una diócesis civil. Esto fue rechazado por el papa Dámaso I.
En el Concilio de Calcedonia en 451 a la sede de Jerusalén se le dio autoridad sobre las tres provincias romanas de Palestina. Se dispuso también en su canon 28 que el obispo de Nueva Roma (Constantinopla) gozara de los mismos privilegios que el obispo de la Antigua Roma y por esa razón los metropolitanos de Ponto, de Asia y de Tracia, así como los obispos de países bárbaros debían ser ordenados por el obispo de Constantinopla. Sin embargo, la decisión del canon 28 fue tomada en ausencia de los legados del papa y rechazada por este.
Desde entonces las sedes de Roma, Constantinopla, Alejandría, Antioquía y Jerusalén fueron referidas como patriarcados, y aunque el título no lo llevaran todavía formalmente, fue reservándose su uso poco a poco para ellas. La primera mención explícita del título de patriarca apareció por primera vez referida al papa León I el Magno (papa de 440 a 461) en una carta del emperador Teodosio II. Los obispos de la jurisdicción bizantina lo aplicaron también para referirse al obispo de Constantinopla, Acacio (471-488). Se pretendió entonces que las cinco sedes constituyeran en lo que se conoció posteriormente como la Pentarquía, idea que se puede encontrar por primera vez en forma sólidamente expresada en las leyes del emperador Justiniano I (527–565), especialmente en su Novella 113 de 531. Aunque Justiniano llamó patriarcas a los obispos de las 5 sedes, el término no les era exclusivo y aún en los siglos V y VI los obispos francos Celidonio de Besançon y Nizacio de Lyon fueron llamados patriarcas en sentido honorífico. Durante estos primeros siglos, el nombre aparece generalmente junto con arzobispo, como en el Código de Justiniano.
Con el fin del Imperio romano de Occidente el 4 de septiembre de 476, Roma quedó fuera del control imperial y el patriarca de Constantinopla pasó a ser referido como patriarca ecuménico, tal como fue usado en un concilio oriental en 536 y se oficializó en otro en 587. Esto llevó a una ruptura temporal de la comunión con Roma. El concepto de la pentarquía, sin embargo, no fue aceptado por el papa de Roma, pues ya en 446 el papa León I había reclamado expresamente autoridad sobre toda la Iglesia, y hasta varios siglos después ningún papa aceptó la legitimidad de los patriarcas de Constantinopla y de Jerusalén. La pentarquía, aunque sostenida hasta hoy como cierta por la Iglesia ortodoxa, es rechazada sin embargo por las Iglesias ortodoxas orientales (que fueron dejadas afuera y se aferran a las 3 sedes mencionadas en Nicea) y nunca aceptada por la Iglesia católica en el sentido ortodoxo de 5 sedes autocéfalas.
Mucho más tarde, el emperador Justiniano II convocó en 692 a un concilio (llamado Concilio Quinisexto o Concilio Trullano II) en el palacio imperial de Constantinopla, sin representaciones de Occidente ni delegados papales, en el que se adoptó como oficial la teoría de la pentarquía y se les reconoció el orden de precedencia. Los patriarcados, sin embargo, no tenían todavía el poder soberano que tienen en la Iglesia ortodoxa actual. El título de patriarca de Occidente, aunque usado en el Oriente, no fue aplicado en el Occidente hasta que lo empleó el papa Teodoro I en 642, pero se hizo obsoleto y prácticamente no lo utilizaron otros papas.
El título de patriarca se volvió oficial gradualmente a partir de los siglos VIII y IX y luego se volvió costumbre extender el título a todos lo obispos que gobernaron cada sede patriarcal. En 911 el metropolitano búlgaro de Preslav se declaró patriarca, lo cual fue rechazado por el patriarca de Constantinopla hasta un tratado en 927, pero fue abolido en 971. En 976 otro patriarcado búlgaro fue establecido en resistencia en Ohrid, pero en 1018 fue abolido y reemplazado por una arquidiócesis autocéfala que perdió su naturaleza búlgara y pasó a ser de carácter griego.

## Los patriarcas orientales tras el Cisma de Oriente
La cuestión de la cláusula Filioque llevó a la ruptura definitiva de la relación de la Iglesia de Roma con los patriarcados imperiales orientales en el Gran Cisma de 1054. Estos 4 patriarcados se constituyeron desde entonces en la Iglesia ortodoxa.
Por una parte, el papa de Roma, con toda su feligresía, quedó fuera de la organización eclesial griega, y, por otra, la pérdida de territorios a manos de los musulmanes, hicieron que el peso de los patriarcados de Jerusalén, Alejandría y Antioquía fuera menor, y el de Constantinopla adquiera definitivamente el gobierno efectivo de la Iglesia imperial de Oriente, adquiriendo pleno significado el apelativo de patriarca ecuménico, que usó desde el Concilio de Calcedonia. 
En 1234 el exiliado patriarca de Constantinopla reconoció la autocefalía de la Iglesia búlgara y pocos años después la reconoció como patriarcado. 
En el Concilio de Lyon II, bajo presión del emperador Miguel VIII Paleólogo, el 6 de julio de 1274 los ortodoxos aceptaron el Filioque, el primado del papa y otras doctrinas católicas y se proclamó la unión de las Iglesias de Occidente y Oriente. El papa aceptó que el segundo lugar fuera ocupado por el patriarca griego de Constantinopla. Pero la unión llegó a su fin en 1281 cuando el papa excomulgó al emperador.
Luego de que en 1346 la Iglesia serbia se proclamara patriarcado de los serbios y los romanos, en 1353 el patriarca ecuménico la declaró cismática. El cisma finalizó en 1375 con el reconocimiento del patriarcado de Peć. Tras la conquista otomano de Bulgaria, en agosto de 1394 el patriarcado búlgaro fue abolido de nuevo y establecido el metropolitano de Tarnovo dependiente de Constantinopla.
La unión de la Iglesias de Oriente y Occidente fue proclamada el 6 de julio de 1439 en el Concilio de Florencia. En rechazo la unión, en 1448 la Iglesia ortodoxa rusa se autoproclamó autocéfala estableciendo un patriarcado. 

## Los patriarcados de la Iglesias ortodoxas autocéfalas

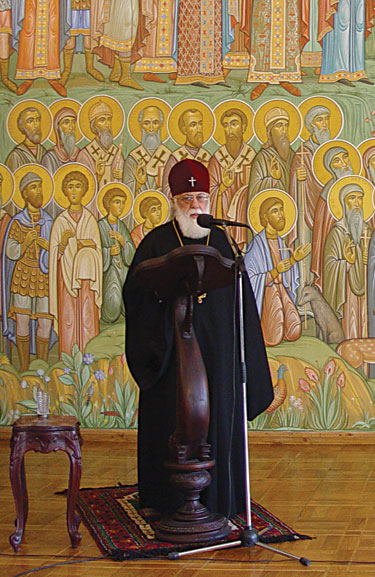
Elías II, patriarca de la Iglesia ortodoxa georgiana.

La conquista de Constantinopla por los otomanos el 29 de mayo de 1453 hizo que el sultán Mehmed II se proclamara emperador y el 6 de enero de 1454 permitió la elección de un nuevo patriarca de Constantinopla, Genadio II, iniciándose la tutela otomana del patriarcado. El patriarca fue reconocido como líder civil de los cristianos ortodoxos del Imperio otomano. El patriarca ecuménico fue reconocido como el líder político y religioso más alto (o etnarca) de todos los súbditos ortodoxos orientales del sultán. Con el tiempo se fue estableciendo el sistema de millet, que dio al patriarca un gran poder, pues podía establecer sus propias leyes civiles, recaudar sus propios impuestos, tener sus propias escuelas, iglesias, hospitales y otras instalaciones. 
Tras la conquista de Serbia por el Imperio otomano, en 1459 el patriarcado de Peć fue abolido y anexado a la arquidiócesis de Ohrid dependiente de Constantinopla, pero fue restablecido en 1557. En 1517 los otomanos conquistaron Damasco, Jerusalén y Alejandría, por lo que con el tiempo la autocefalía de los 3 patriarcados de Oriente fue virtualmente abolida. El sínodo de Constantinopla eligió al patriarca de Alejandría desde 1620 hasta 1865; de Antioquía desde 1724 hasta 1885 y de Jerusalén desde 1661 a 1845. El 5 de febrero de 1589 el patriarca ecuménico reconoció la autocefalía y al patriarcado de la Iglesia ortodoxa rusa en Moscú. El 22 de septiembre de 1766 el patriarcado de Peć fue nuevamente abolido y su territorio anexado al de Constantinopla. El 29 de agosto de 1831 el patriarcado ecuménico volvió a reconocer la autocefalía de la Iglesia ortodoxa serbia. El 4 de febrero de 1925 el patriarcado ecuménico reconoció al patriarcado rumano. En 1953 el exarcado búlgaro se volvió patriarcado.
El 3 de marzo de 1990, el patriarca de Constantinopla reconoció y aprobó la autocefalía de la Iglesia ortodoxa de Georgia (que en la práctica se había ejercido o al menos reclamado desde el siglo V), así como el honor patriarcal de los catolicós georgianos.
Las Iglesias ortodoxas cuyo primer jerarca goza del rango patriarcal son nueve:
1. Patriarcado ecuménico de Constantinopla, primero en rango y dignidad.
2. Patriarcado ortodoxo de Alejandría, segundo patriarcado en cuanto a rango.
3. Patriarcado ortodoxo de Antioquía, tercer patriarcado en cuanto a rango.
4. Patriarcado ortodoxo de Jerusalén, cuarto patriarcado en cuanto a rango.
5. Patriarcado de Moscú, estuvo abolido entre 1721 y 1917.
6. Patriarcado de Georgia.
7. Patriarcado de Serbia.
8. Patriarcado de Rumania.
9. Patriarcado de Bulgaria.

### Patriarcados fuera de la comunión ortodoxa
Surgieron por cismas en las Iglesias ortodoxas:
- Patriarcado de Moscú y de Toda Rusia, jefe de la Iglesia rusa ortodoxa antigua
- Patriarcado de la Iglesia ortodoxa autocéfala de Europa
- Patriarcado ortodoxo turco autocéfalo, carece de fieles y clero
- Patriarcado de Kiev y toda la Rus-Ucrania de la Iglesia ortodoxa ucraniana autocéfala canónica

Abolido:
- Patriarcado de Kiev de la Iglesia ortodoxa ucraniana-Patriarcado de Kiev. Fue abolido al crearse la Iglesia ortodoxa de Ucrania en 2019
- Patriarcado de Kiev de la Iglesia ortodoxa autocéfala ucraniana. Fue abolido al crearse la Iglesia ortodoxa de Ucrania en 2019

## Patriarcas de la Iglesia católica
En la actualidad, la Iglesia católica tiene dos clases de patriarcas: reales y titulares. Entre los primeros se reconocen algunas sedes orientales, alrededor de las cuales se organizan unas Iglesias católicas orientales, y tres patriarcados titulares latinos.

### Patriarcados latinos

#### Patriarca de Occidente
A partir de 2006 el papa Benedicto XVI renunció al título de patriarca de Occidente. El Pontificio Consejo para la Promoción de la Unidad de los Cristianos publicó una nota en marzo de ese mismo año donde se explicaba:

Desde el punto de vista histórico, los antiguos patriarcas de Oriente, fijados por los Concilios de Constantinopla (381) y de Calcedonia (451), se referían a un territorio claramente circunscrito, mientras que el territorio de la Sede del obispo de Roma no estaba bien definido. En Oriente, en el ámbito del sistema eclesiástico imperial de Justiniano (527-565), junto a los cuatro Patriarcados orientales (Constantinopla, Alejandría, Antioquía y Jerusalén), el papa era considerado patriarca de Occidente. Inversamente, Roma privilegió la idea de las tres sedes episcopales petrinas: Roma, Alejandría y Antioquía. Sin usar el título de "patriarca de Occidente", el IV Concilio de Constantinopla (869-70), el IV Concilio de Letrán (1215) y el Concilio de Florencia (1439), incluyeron al papa como el primero de los cinco patriarcas de entonces.
 El título de "patriarca de Occidente" lo empleó en el año 642 el papa Teodoro I y tan sólo volvió a aparecer en los siglos XVI e XVII, debido a que los títulos del papa se multiplicaron. En el Anuario Pontificio apareció por primera vez en 1863.
 Actualmente, el significado del término "Occidente" se enmarca en un contexto cultural que no se refiere únicamente a Europa Occidental, sino que se extiende desde Estados Unidos a Australia y Nueva Zelanda, diferenciándose de este modo de otros contextos culturales. Obviamente, este significado del término "Occidente" no pretende describir un territorio eclesiástico, ni puede ser empleado como definición de un territorio patriarcal. Si se quiere dar a este término un significado aplicable al lenguaje jurídico eclesial, se podría comprender sólo con referencia a la Iglesia latina. Por tanto, el título "patriarca de Occidente" describiría la especial relación del obispo de Roma con esta última, y podría expresar la jurisdicción particular del obispo de Roma para la Iglesia latina.
 Como el título de "patriarca de Occidente" era poco claro desde el inicio, con el desarrollo de la historia se hizo obsoleto y prácticamente no utilizable. Por eso, no tiene sentido insistir en mantenerlo, sobre todo teniendo en cuenta que la Iglesia católica, con el Concilio Vaticano II, halló para la Iglesia latina en la forma de las Conferencias Episcopales y de sus reuniones internacionales de Conferencias Episcopales, el ordenamiento canónico adecuado a las necesidades actuales.

La renuncia al patriarcado no fue tomada con agrado en la Iglesia ortodoxa y el 8 de junio de 2006 el patriarcado de Constantinopla emitió una declaración crítica. En 2024, el papa Francisco recuperó el título.

#### Patriarcados honoríficos
En la Iglesia latina se extendió también la costumbre de llamar patriarcado a las sedes cuya fundación se debiera a uno de los apóstoles o evangelistas. Por ejemplo, en Italia se le trata de patriarca al arzobispo de Venecia (sede fundada por Marcos el Evangelista) y en Portugal al arzobispo de Lisboa (dignidad otorgada en el siglo XVIII); ambos títulos son meramente nominales y sin ningún poder jurisdiccional en sus respectivas naciones. 
Los patriarcas latinos titulares son:
- Patriarcado de Lisboa
- Patriarcado de Venecia

Tras los viajes de descubrimiento de los siglos XV y XVI se establecieron otros dos patriarcados. Estos patriarcas solo llevan el título de forma nominal, ya que son nombrados por el papa y no tienen ningún poder real de jurisdicción patriarcal sobre las Iglesias americanas o asiáticas: 
- El patriarcado de las Indias Orientales, asociado al obispado de Goa
- El patriarcado de las Indias Occidentales, asociado primero al arzobispado de Santiago de Cuba, luego al de Santo Domingo, posteriormente al capellán del rey de España, luego al primado de España y, tras una breve asociación al obispado de Madrid (solo le fue concedida esta dignidad a Leopoldo Eijo y Garay), al arzobispo vicario general castrense de España. Esta dignidad patriarcal es, pues discrecional, y el papa la otorga al obispo correspondiente cuando lo considera. Actualmente está vacante desde 1963.

Han sido abolidos los anteriores patriarcados latinos de:
- Patriarcado de Aquilea, suprimido en 1751
- Patriarcado de Grado, suprimido en 1451

En el 554 los arzobispos metropolitanos de Milán y de Aquilea rechazaron adherirse a la sentencia pronunciada por el emperador bizantino Justiniano contra los escritos de tres obispos nestorianos, conocido como «Los Tres Capítulos», provocando un cisma. En el 557 durante el sínodo provincial convocado en Aquilea para la elección del nuevo metropolitano Paolino, con la participación de las diócesis sufragáneas, se decidió no reconocer las conclusiones del Concilio de Constantinopla II y convertirse en una Iglesia autocéfala. En el 568, bajo presión de las invasiones lombardas, Paolino trasladó la sede metropolitana a Grado, bajo protección de Bizancio, donde será proclamado patriarca. En 606 el patriarcado se dividió en dos con un patriarca en Aquilea (adherente a Los Tres Capítulos-) y otro en Grado (en comunión con el papa). El cisma de Los Tres Capítulos llegó a su fin en 699 con el concilio de Pavía con la vuelta de Aquilea a la ortodoxia católica. La diócesis de Aquilea, con Grado, fue reunificada en un solo patriarcado, hasta que en 731 se estableció la separación canónica entre el patriarcado de Aquilea (con las diócesis sufragáneas del Friul) y el patriarcado de Grado (con diócesis sufragáneas en el Ducado de Venecia). En 1751 la sede patriarcal fue trasladada a Venecia y renombrada.

#### Patriarcados latinos de Oriente
Durante la primera cruzada Jerusalén fue reconquistada por los cristianos y el patriarca ortodoxo fue expulsado estableciéndose el patriarcado latino de Jerusalén en 1099. Tras la pérdida de la ciudad, se convirtió en un título puramente honorífico en la Iglesia católica desde 1374, pero volvió a ser una jurisdicción residencial el 4 de octubre de 1847. Los bizantinos perdieron definitivamente Antioquía a manos de los selyúcidas en 1084, y los cruzados la ocuparon en 1098, erigiendo en 1100 el patriarcado latino de Antioquía, mientras el patriarca griego huyó a Constantinopla. En 1268 el sultán mameluco Baybars I conquistó Antioquía y la destruyó, por lo que el patriarca latino de Antioquía pasó a residir en la curia romana como titular y el patriarca ortodoxo residente en Constantinopla fue restaurado en Antioquía. En 1215 fue establecido el patriarcado latino de Alejandría, pero nunca pudo ocupar su sede y permaneció como titular. La cuarta cruzada fue organizada en Roma para reconquistar Tierra Santa, pero varió su rumbo terminando con la conquista y el saqueo de Constantinopla el 12 de abril de 1204. Con el establecimiento del Imperio latino y del patriarcado latino de Constantinopla, el patriarca ecuménico se refugió en Nicea, capital del nuevo Imperio de Nicea. El 25 de julio de 1261 Constantinopla fue reconquistada por los bizantinos de Nicea y el patriarca pudo regresar a la ciudad. Desde entonces los patriarcas latinos continuaron como titulares.
En  1964 tras el Concilio Vaticano II, fueron abolidos los tres partriarcados titulares latinos de Oriente:
- Alejandría
- Antioquía
- Constantinopla

Permanece como residencial el patriarcado latino de Jerusalén, que fue restablecido como tal el 4 de octubre de 1847.
Entre 1555 y 1663 existió el patriarcado latino de Etiopía, pero nunca pudo efectivizarse en el terreno.

### Patriarcados católicos orientales
En las Iglesias católicas orientales, una Iglesia patriarcal es una Iglesia sui iuris presidida por un patriarca, asistido por su respectivo sínodo de obispos, y reconocida como tal por el papa o un concilio ecuménico.
Los patriarcas católicos orientales son:
- El patriarca de Alejandría de los coptos católicos
- Los tres patriarcas de Antioquía
  - El patriarca de Antioquía de los maronitas
  - El patriarca de Antioquía de los melquitas, que lleva también, siempre de la Iglesia melquita, los títulos de patriarca de Alejandría y patriarca de Jerusalén. Estos títulos, sin embargo, son meramente honoríficos.
  - El patriarca de Antioquía de los sirios
- El patriarca de Bagdad de los caldeos
- El patriarca de Cilicia de los armenios.

## Patriarcas de las Iglesias no calcedonianas
A lo largo de la historia una parte de los obispados orientales sufrieron las divisiones creadas por las querellas cristológicas, partiéndose sus feligresías entre los que sostenían el credo expresado en Calcedonia en 451 y los que confesaban el credo nestoriano, el monofisita (o más propiamente miafisita) o el monotelista. Así, por ejemplo, las sedes de Echmiadzín (Armenia), Mtsjeta-Tiflis (Georgia) y Seleucia-Ctesifonte —actualmente en Bagdad (Irak)— vienen ostentando el título de catolicós, equivalente al de patriarca, desde el siglo IV. Estas Iglesias son conocidas como Iglesias no calcedonianas y no están en comunión con el patriarca ecuménico de Constantinopla. Posteriormente han tenido divisiones y uniones, bien con el patriarca ecuménico (por ejemplo, el catolicós de los georgianos), bien con el papa de Roma (por ejemplo, el catolicós de Armenia).
Estos patriarcados «no calcedonianos» de la comunión ortodoxa oriental son los siguientes:
- Supremo patriarca o catolicós de Armenia con sede en Echmiadzín.
- Patriarcado armenio de Constantinopla (dependiente de catolicós de Echmiadzín)
- Patriarcado armenio de Jerusalén (dependiente de catolicós de Echmiadzín)
- Patriarca católicos armenio de Cilicia
- Patriarca siríaco de Antioquía.
- Patriarca copto de Alejandría de Egipto.
- Abuna-patriarca de Adís Abeba.
- Patriarca de Asmara.

En el caso de los patriarcados copto y siríaco, estos surgieron durante el siglo VI, como consecuencia del cisma miafisita que afectó a las sedes de Alejandría y Antioquía y que dieron origen a la duplicidad de jerarquías y el nacimiento de estas Iglesias nacionales contrarias a la Iglesia oficial del Imperio (Iglesia ortodoxa).
La sede de Adís Abeba (Etiopía) alcanzó el título patriarcal en 1948, cuando la Iglesia copta de Alejandría reconoció su autocefalía. Igualmente, la sede de Asmara en Eritrea pasó a ser patriarcal en 1993, tras la segregación de Etiopía de esta nación y el reconocimiento por parte del abuna etíope de la autocefalía de la Iglesia de Eritrea.
En las Iglesias que solo aceptan los dos primeros concilios ecuménicos:
- Patriarca de Ctesifonte y catolicós de todos los asirios
- Patriarca de catolicós de la antigua Iglesia asiria del Oriente, surgido de un cisma en 1968

## Otros usos independientes
El título de patriarca es asumido también por los líderes de ciertos grupos relativamente recientes, que no están en comunión con ninguna de las Iglesias cristianas históricas, pero que sostienen la sucesión apostólica. 
En Iglesias católicas independientes:
- Patriarcado de la Iglesia católica apostólica brasileña en Brasil (no se usa oficialmente, pero se describe en un nivel sagrado similar).
- Patriarcado de la Iglesia católica apostólica venezolana
- Patriarcado de la Iglesia católica apostólica de Antioquía
- Patriarcado de la Iglesia católica apostólica, en Filipinas

Iglesia católica oriental independiente:
- Patriarcado de la Iglesia católica greco-ucraniana ortodoxa

Iglesia ortodoxa independiente:
- Patriarcado de la Iglesia católica ortodoxa estadounidense

Iglesia ortodoxa oriental independiente:
- Patriarcado de la Iglesia ortodoxa británica

Iglesia husita:
- Patriarcado de la Iglesia husita checoslovaca

### En Iglesias separadas del tronco principal de sucesión apostólica
Iglesia protestante:
- Patriarcado de la comunión internacional de la Iglesia episcopal carismática
- Patriarcado de la Asamblea de Jerusalén

Iglesia mormona:
- En la Iglesia de Jesucristo de los Santos de los Últimos Días un patriarca es aquel que ha sido ordenado a en el sacerdocio de Melquisedec. El término se considera sinónimo del término evangelista. En la Iglesia católica equivaldría al rango de Obispo.

### Fuera del cristianismo
En el maniqueismo:
- El término patriarca también se ha utilizado para el líder de la secta maniquea herética extinta, dualista, inicialmente con sede en Ctesifon (cerca de la actual Bagdad) y más tarde en Samarcanda.